# Un divendres boig
Per a altres significats, vegeu: Freaky Friday (pàgina de desambiguació).
Un divendres boig (títol original: Freaky Friday) és una pel·lícula produïda per a la televisió per Walt Disney Television el 1995, basada en el llibre homònim de Mary Rodgers. El títol fou traduït al castellà com Qué desmadre de hija. Ha estat doblada al català
Es tracta d'un remake de la pel·lícula Freaky Friday del 1976 (protagonitzada per Barbara Harris i Jodie Foster).

## Argument
Una mare, Ellen (Shelley Long) i la seva filla Maite (Gaby Hoffmann) tenen dificultats de relació entre elles, cadascuna creu que l'altra no es fa una idea dels seus maldecaps i inquietuds. Un parell d'amulets màgics fan que s'intercanviïn els cossos per un dia, després del qual arribaran a un millor enteniment l'una de l'altra.

## Observacions
Entre altres canvis a partir de la primera versió cinematogràfica de la novel·la, aquesta versió presenta l'esquí aquàtic com a principal afició d'Annabelle, personatge que també té un paper important en la pel·lícula.
Es va fer un altre remake de la pel·lícula el 2003: Freaky Friday, protagonitzada per Jamie Lee Curtis i Lindsay Lohan.

## Personatges secundaris
A més dels personatges principals de Shelley Long, Gaby Hoffmann, i Alan Rosenberg (com el xicot d'Ellen Bill), la pel·lícula compta amb diversos actors notables en papers secundaris i cameos: Eileen Brennan com a directora de l'Annabelle, Carol Kane com a professora amb una germana bessona, Drew Carey com a "repo man" (una mena de cobrador d'impagats) a sou del govern, Sandra Bernhard com una minorista de moda impacient, Jackie Hoffman com l'entrenadora de natació de l'equip, Andrew Keegan com Luke (de qui l'Annabelle està enamorada), i Marla Sokoloff com a l'estudiant "Abella reina".